# Auba
Auba (arab. أوبة) – wieś w Syrii, w muhafazie Aleppo, w dystrykcie Afrin. W 2004 roku liczyła 143 mieszkańców.